# 笹川繁蔵
笹川 繁蔵（ささがわ の しげぞう、幼名：福松、本名：岩瀬繁蔵。文化7年（1810年） - 弘化4年7月4日（1847年8月14日））は江戸時代の侠客で、千賀ノ浦部屋に籍を置いた角力（力士）。講談で知られる『天保水滸伝』の同名の作中人物のモデル。

## 生涯
下総国海上郡（現・千葉県香取郡東庄町）に住まい、大親分として侠名をうたわれた。子分には、平手造酒や、角力（力士）の勢力富五郎等がいる。
文化7年（1810年）、下総国須賀山村大木戸（現・千葉県香取郡東庄町）で、醤油と酢の醸造を営む岩瀬嘉三郎の三男として生まれる。漢学と剣術を学び、田舎相撲に夢中になる少年時代を送った。相撲に夢中になるあまり江戸へ出て、千賀ノ浦部屋に入門し岩瀬川を名乗るが1年あまりで廃業。この頃から博打を打つようになり侠客の道に入り、千賀ノ浦部屋の同門で郷里の近い勢力富五郎と共に笹川に帰郷すると一家をおこした。天保13年（1842年）には、笹川須賀山明神の例祭日を利用して、農民救済のために地元の商人宿・十一屋で花会(親分衆のみを客とした賭場)を開く。繁蔵は関東東海地方で名前の知られる大親分に手当たり次第に回状を送り、十一屋の花会には、清水次郎長、国定忠治、大前田英五郎なども駆けつけたと講談『天保水滸伝』では伝えているが、当時次郎長はまだ売り出し前であり、国定忠治も手配書が出て逃亡中であったため、真偽は不明である。
同じ頃、銚子の陣屋から十手を預かる飯岡の大親分・飯岡助五郎と勢力を争う。初め良好だった両者の関係は、笹川一家の勢力が拡大して飯岡一家の縄張と隣接するようになると、どちらにもついていない中間地帯の賭場の寺銭を巡って緊迫し、遂には双方の親分自身が命を狙い狙われるまでになる。天保15年（1844年）8月6日、御用召捕りと称して利根川の水路と陸路の二方面から笹川に侵入してきた飯岡一家と戦い、須賀山明神の境内で飯岡側を一時は敗走させた（大利根河原の決闘）。
紛争後、繁蔵はやむなく故郷を立ち去り、伊勢路を目指した。弘化4年（1847年）、笹川に舞い戻り、飯岡を討とうとするものの、頼りとする富五郎、その他の子分の騙しにあう。これに憤激し、笹川繁蔵は独力で飯岡を討とうとするも、飯岡はこれを知って笹川の名主平左衛門と手を結んだ。その後、笹川繁蔵は飯岡に謀られ、笹川のビヤク橋で虚無僧に変装した助五郎の子分3名の闇討ちにあって暗殺された。

## 死後

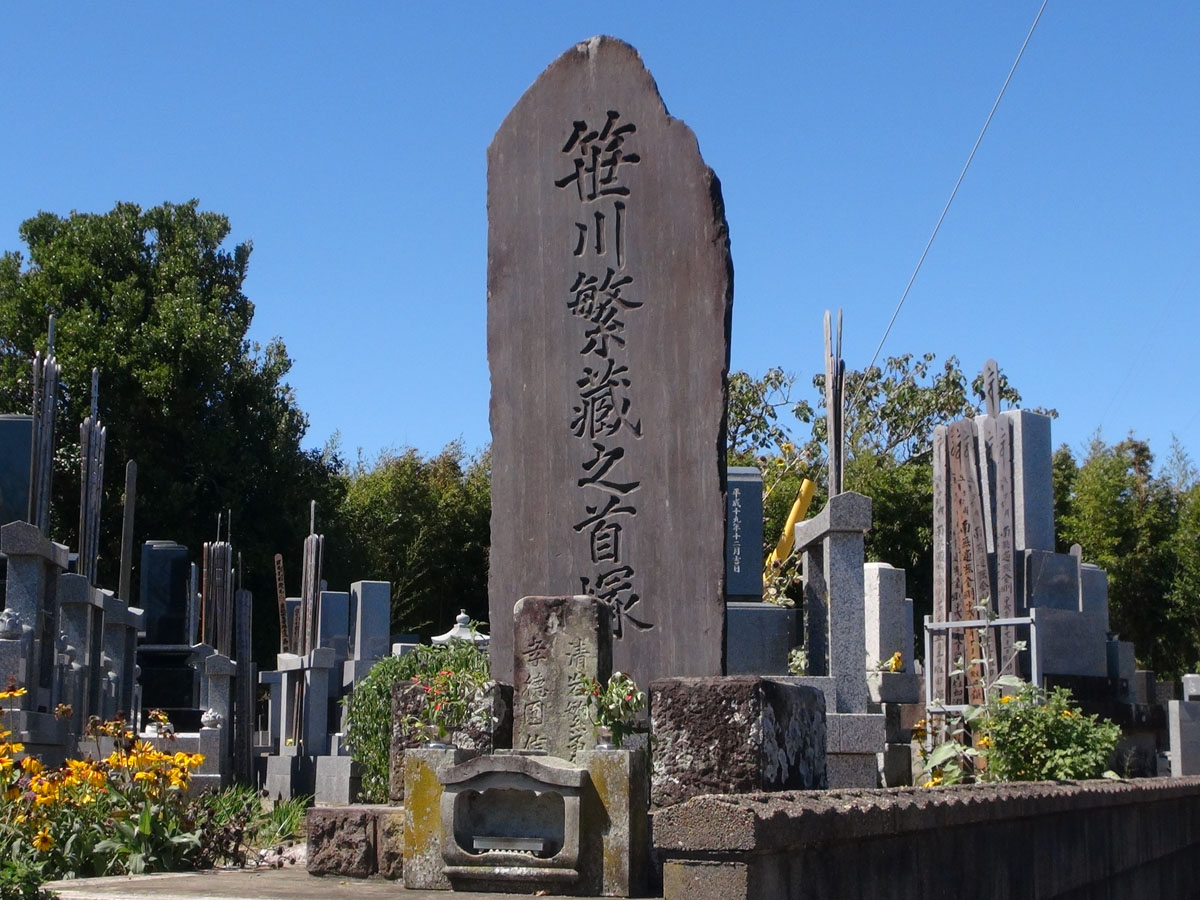
笹川繁蔵の首塚、定慶寺（千葉県旭市飯岡）

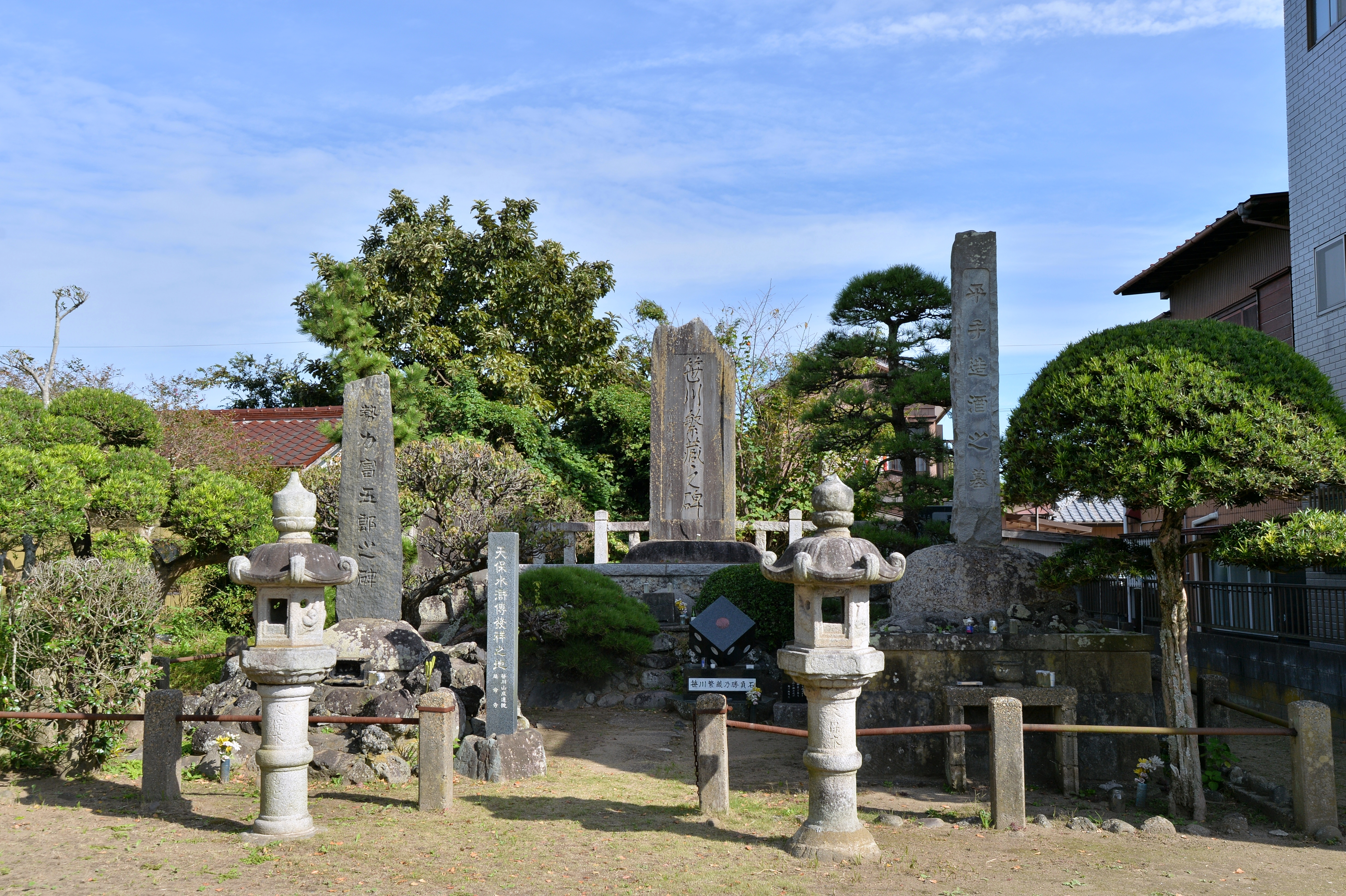
延命寺に所在する、笹川繁蔵、平手造酒、勢力富五郎の笹川一家3人衆の墓や碑。（千葉県東庄町）

繁蔵は死後、助五郎の子分によって首を切り落とされ、胴体は行方不明になった。闇討ちについては、助五郎の直接指示によるものと、助五郎は知らず子分3名の独断専行によるものとの、二つの説がある。助五郎は、首を飯岡の山林に秘密裏に埋葬し、「最も大事な客人の墓」と偽って、自身が死ぬまで香華を絶やさなかったという。一方、富五郎ら笹川一家の子分達は、繁蔵襲撃の報を聞いて現場に駆けつけたが、そこには既に死体はなく、愛人のお豊と子分たちは繁蔵の遺した血痕が染み込んでいる土や小石を集めて持ち帰り、笹川に埋葬した。
その後、富五郎が笹川一家を継いで飯岡への復讐を数度にわたって企てるが飯岡方の反撃にあって失敗。助五郎は関東取締出役に「笹川が武装して近隣を荒らしている」と訴え出て、嘉永2年（1849年）、幕府と飯岡一家によって笹川一家は一網打尽にされた。この捕物は、先に大利根河原の決闘で飯岡が敗北したことを踏まえ、関東取締出役が5人も参加し、それぞれ100名の手勢を率いて飯岡一家に加勢するという大掛かりなものだった。唯一逃げ延びた富五郎は笹川の南にある金毘羅山に籠城し、500名の幕吏と飯岡一家に包囲されながら52日間持ちこたえたが、力尽き切腹自殺した。捕えられた者はすべて江戸に送られて処刑され、笹川一家はここに崩壊した。
その大捕物は江戸でも話題となり、翌年の嘉永4年（1850年）には、事件の顛末が江戸の講釈師・初代宝井琴凌によって講談『天保水滸伝』としてまとめられた。「水滸伝」の名が冠せられたのは、新進で小勢力の笹川一家が、大勢力で権力の後ろ盾もある飯岡一家を大利根河原の決闘で打ち負かしたことに由来している。以後、現代に至るまで『天保水滸伝』は、浪曲の玉川勝太郎、歌謡曲の三波春夫らに受け継がれ、そして大正3年（1914年）から昭和51年（1976年）まで46回にわたり映画化され、繁蔵と助五郎の対立とその結末は脚色を交えて全国に普及することとなった。
昭和7年（1932年）8月14日、銚子町（現・千葉県銚子市）が植松町3丁目の道路整備中に、町有墓地で繁蔵の名が彫られた墓石と利根川に投げ捨てられたといわれていた胴体を発見した。首も併せて笹川町に埋葬したいという五十嵐荘太郎・笹川町長（当時）らの申し出を受けた飯岡町では、助五郎が秘密にしていた首塚を、土地の古老の話をもとに翌昭和8年(1933年)に発見し、首の遺骨を譲渡した。同時に助五郎がつけたといわれる繁蔵の戒名「清岩繁勇信士」を刻んだ石碑も発掘されており、こちらは現在も旭市の定慶寺に残る。繁蔵はこうして遭難以来86年ぶりに故郷の笹川に戻り、延命寺の一角に、富五郎と平手造酒の墓石を両脇に控えた場所に葬られた。

## 出自に関する異説
明治17年に発行された箕荷坊素暁著『実相天保水滸伝』（実況天保水滸伝）によると、出生地は、下総の笹川。当時の笹川は、諸家の小領が入り組み、諸国の達衆で賑っていた処。笹川繁蔵は、その地で百姓与兵衛の孫として生まれ、幼名を福松と名付けられた。
後に大達衆の鏑箭馬（やぶさめ）繁蔵の養子となり、二代目鏑箭馬（やぶさめ）繁蔵を襲名。
しかし、世間では岩瀬の繁蔵と呼ばれた。その訳は、実父の名に由来する。実父は、忠臣蔵で知られる赤穂浪士と同じ播州の武士だが、当時は浪人の身分で、岩瀬源衛門久直の子息・源四郎直澄と言う。源衛門久直に勘当されて渡り歩く中、笹川の与兵衛宅に身を寄せて与兵衛の娘・とみに身の回りの世話をしてもらうが、源衛門久直危篤の知らせを受けて笹川の地を去った。源四郎直澄の子を身篭ったとみは、後に福松を出産するが、産後の肥立ちが悪くて19歳で死去し、福松は祖父与兵衛に育てられる。